# Samet Hasan Yıldıran
Samet Hasan Yıldıran (* 19. September 1992 in Ünye, Türkei) ist ein türkischer Fußballspieler, der aktuell bei Ünyespor unter Vertrag steht.

## Karriere
Yıldıran begann mit dem Fußball im Jahre 2002 bei Ünyespor, der Lokalmannschaft seiner Heimat und wurde 2006 von Samsunspor verpflichtet, wo er erstmals 2012 vom Cheftrainer Mesut Bakkal in die erste Mannschaft berufen wurde. Sein professionelles Debüt für die A-Mannschaft gab er am 22. Februar in einem Ligaspiel gegen Kayserispor, in dem er allerdings nur eine Minute zum Einsatz kam, da er in der 89. Minute eingewechselt wurde. Zu Beginn der Saison 2012/13 wurde er vom neuen Trainer Erhan Altın erneut in die zweite Mannschaft geschickt, woraufhin er wieder zu Ünyespor wechselte und zurzeit dort unter Vertrag steht.